# Jules de Ségovia

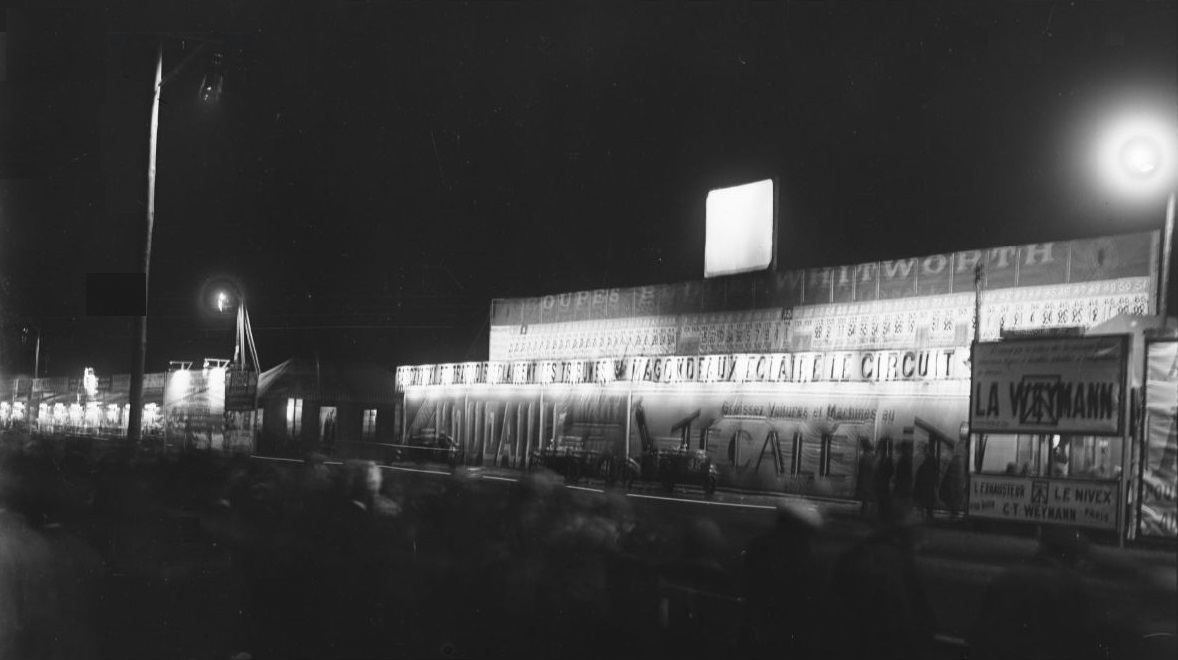
24-Stunden-Rennen von Le Mans 1924, Boxenanlage in der Nacht

Jules de Ségovia Wefine bzw. Julio de Segovia Wefine (* in San Sebastián) war ein spanischer Autorennfahrer.

## Karriere als Rennfahrer
Jules de Ségovia war in seiner Karriere zweimal beim 24-Stunden-Rennen von Le Mans am Start. 1924 zählte er zum Werksteam von S.A.R.A. und fuhr gemeinsam mit Philippe Alcain einen S.A.R.A. ATS. Nach einem technischen Defekt konnte er das Rennen genauso wenig beenden wie 1925.

## Statistik

### Le-Mans-Ergebnisse
| Jahr | Team     | Fahrzeug     | Teamkollege     | Platzierung | Ausfallgrund |
| ---- | -------- | ------------ | --------------- | ----------- | ------------ |
| 1924 | S.A.R.A. | S.A.R.A. ATS | Philippe Alcain | Ausfall     | Motorschaden |
| 1925 | S.A.R.A. | S.A.R.A. BDE | Gaston Duval    | Ausfall     | Defekt       |